# Ray Bryant
Raphael 'Ray' Bryant (Philadelphia, 24 december 1931 - New York, 2 juni 2011) was een Amerikaanse jazzpianist.

## Biografie
Bryant was afkomstig uit een muzikale familie, de moeder leidde een kerkkoor, zijn (oudere) broer was Tommy Bryant, zijn neefjes zijn Kevin en Robin Eubanks. Op 6-jarige leeftijd kreeg hij pianolessen en speelde hij ook bas tijdens de middelbare school. Op 14-jarige leeftijd trad hij met zijn broer toe tot de Musicians Union om in lokale bands te spelen. Hij kreeg ook lessen van Elmer Snowden. Door Red Garland leerde hij midden jaren 1940 de bopstijl. In 1948 en 1949 toerde hij met Tiny Grimes en daarna begeleidde hij Billy Krechmer en Jack Teagarden. Sinds 1953 was hij huispianist van de club Blue Note in Philadelphia, waar hij o.a. speelde met Charlie Parker, Miles Davis en Lester Young. In 1955 nam hij op met Betty Carter. Ook in 1955 werkte hij mee aan het prestigieuze album Miles Davis en Milt Jackson Quintet/Sextet (samen met Jackie McLean, Percy Heath en Art Taylor). In 1956/1957 was hij begeleider van Carmen McRae. In 1957 werden opnamen gemaakt met Coleman Hawkins en Roy Eldridge tijdens het Newport Jazz Festival.
In 1959 verhuisde Bryant naar New York, waar hij samenwerkte met Sonny Rollins, Charlie Shavers en Curtis Fuller en waar hij al snel een eigen trio leidde. Later woonde en werkte hij in Toronto. Hij trad regelmatig op tijdens internationale festivals en had een groot aantal albums opgenomen. Een populair succes in 1960 was zijn nummer Little Susie. Zijn compositie Changes werd overgenomen door Miles Davis. De Cubano Chant werd door hem opgenomen met bijvoorbeeld de Jazz Messengers op het album Drum Suite.
Bryant combineerde elementen van blues, boogiewoogie, gospelmuziek en zelfs stride-piano in zijn spel. Zijn stijl wordt gekenmerkt als 'soulful'. Allmusic benadrukt vooral zijn niet-begeleide bluesgame.

## Overlijden
Ray Bryant overleed in juni 2011 op 79-jarige leeftijd.

## Discografie
- 1956: Ray Bryant Trio [1956] met Candido Camero, Kenny Clarke, Ike Isaacs, Osie Johnson, Jo Jones, Wyatt Ruther, Specs Wright
- 1957: Me and the Blues met Ike Isaacs, Specs Wright
- 1958: Alone with the Blues, soloalbum
- 1959: Now's the Time met Tommy Bryant, Oliver Jackson
- 1959: Little Susie met Tommy Bryant, Gus Johnson, Eddie Locke
- 1960: Con Alma met A'nt Idy Harper, Arthur Harper, Bill Lee, Mickey Roker
- 1963: Groove House met Tommy Bryant, Bobby Donaldson, Panama Francis, Wally Richardson
- 1964: Cold Turkey met Ben Riley, Jimmy Rowser
- 1964: Ray Bryant Soul, soloalbum
- 1964: Soul met Sonny Brown, Tommy Bryant, Walter Perkins
- 1966: Gotta Travel On met Walter Booker, Clark Terry, Freddie Waits
- 1966: Lonesome Traveler
- 1967: Slow Freight
- 1967: The Ray Bryant Touch met Rudy Collins, Jimmy Rowser
- 1967: Take a Bryant Step, soloalbum
- 1968: Up Above the Rock
- 1969: Sound Ray met Jimmy Rowser, Harold White
- 1972: Alone at Montreux [live], soloalbum
- 1975: Hot Turkey met Panama Francis, Major Holley
- 1976: Here's Ray Bryant met George Duvivier, Grady Tate
- 1978: All Blues met Sam Jones, Grady Tate
- 1980: Potpourri met Mickey Roker, Jimmy Rowser
- 1987: Ray Bryant Trio Today met Rufus Reid, Freddie Waits
- 1989: All Mine…And Yours met Winard Harper, Rufus Reid
- 1997: Ray’s Tribute to His Jazz Piano Friends met Ray Drummond, Winard Harper
- 1999: Ray Bryant Meets Ray Brown
- 2001: North of the Border [live] met Harry Anderson, Winard Harper
- 2007: Plays the Complete Little Susie